# 荒せんのラジオがいちバン!
- 荒せんのラジオがいちばん
- 荒せんのラジオがイチバン
- 荒せんのラジオが一番

『荒せんのラジオがいちバン!』（あらせんのラジオがいちバン）は、1986年10月6日から1992年4月3日まで、平日（月曜 - 金曜）の昼に放送された、CBCラジオ（中部日本放送）制作のラジオワイド番組。
放送時間は毎週月曜日から金曜日までの13:00 - 14:45。

## 概要
1968年から18年間続いた『ばつぐんジョッキー』が1986年10月改編で終了し、その後番組。メインパーソナリティは“荒せん”ことCBCアナウンサーの荒川戦一。当時の番組表には、本番組のタイトルロゴと一緒に「RADIO AS No.1」という英訳タイトルが添えて載っていた。
最初は「はがき中心ではない、DJからの話題作り」というワイド番組を目指した。番組中のコーナーのうち『アラセンのクローズアップインタビュー』には五木寛之、吉永小百合、大村崑ら一流ゲストも多く、本番組が放送されていた5年6か月の間に約1300人のゲストを迎えた。『荒川流・男の背中』コーナーでは「中年の父親が日常に繰り広げる出来事」を主な内容として、パーソナリティの荒川が声色を変えながら1人3役など多くの役をこなした。『気軽なパートナー 〜ラジオ夢おこし商店街サミット〜』は、大型店進出で影響を受けた商店街を採り上げ、そこを活気付けようという趣旨のコーナーで、毎日リポーターが現地へ出向いてそこの商店街の良さをPRした。
1989年には日本民間放送連盟による民間放送連盟賞の優秀賞を受賞した。
1992年4月改編よりスタートした、後番組である13:00 - 16:00の3時間ワイド『もぎたてのカボチャたち』にも、荒川は引き続き水曜パーソナリティ（のち1993年10月からは月曜パーソナリティ）として出演している。

## 出演者
- メインパーソナリティ：荒川戦一
- アシスタント
  - 水谷ミミ （月曜　1986年10月 - 1988年9月）
  - 松のちよみ （月曜　1988年10月 - 1992年3月）
  - 高崎やすこ （火曜　1986年10月 - 1992年3月）
  - 颯田圭子 （水曜　1986年10月 - 1988年3月）
  - 仁科友美 （水曜　1988年4月 - 1992年3月）
  - 寺嶌しのぶ （木曜　1986年10月 - 1988年3月）
  - 冨田純子 （木曜　1988年4月 - 1992年3月）
  - 藤田礼子 （金曜　1986年10月 - 1988年3月）
  - 小島範子 （金曜　1988年4月 - 1992年3月）

## コーナー・タイムテーブル
- 13:02　ニュース
- 13:08　アラセンのクローズアップインタビュー
- 13:19　男と女と男の話 （1988年9月まで）
- 13:29　シードル愛の劇場 荒川流・男の背中
- 13:35　レインボーアンケート
- 13:41　はがきだ、はがきだ〜い!
- 13:47　交通情報
- 13:55　健康いちバン（→おいしさいちバン） 日替りお腹のすく話
- 14:00　ニュース
- 14:05　お天気レーダー
- 14:11　花とおじさん
- 14:17　おでかけマイク（月曜・水曜）／あいち生活物価情報（火曜）
- 14:22　タウンページで広がる新しいおつきあい
- 14:29　気軽なパートナー 〜ラジオ夢おこし商店街サミット〜